# Juan Francisco Manzano
Juan Francisco Manzano (* 1797 in Havanna, Kuba; † 1854 oder 1853 ebenda) war ein Dichter und Schriftsteller. Als Mulatte erlebte er am eigenen Leib die Ungerechtigkeiten des Systems Sklaverei.

## Leben
Manzano wurde vermutlich im Jahr 1797 als Sohn der Sklaven Toribio de Castro und María del Pilar Manzano geboren, die die Lieblingssklavin der Marquesa Beatriz de Jústiz de Santa Ana war. Diese zog ihn, obwohl er ihr Sklave war, wie ihren eigenen Sohn groß, wodurch er eine privilegierte Kindheit genoss und im Alter von sechs Jahren die Schule besuchen durfte. Nach dem Tode seiner Herrin bekam er 1803 eine neue Besitzerin, María de la Concepción, die Marquesa del Prado Ameno, die ihn von nun an die ganze Härte der Sklaverei spüren ließ und ihm Dinge antat, die in krassem Gegensatz zu der Behandlung während seiner Kindheit standen. Hier wurde Manzano zum ersten Mal sein Status als Sklave bewusst, obwohl er als Haussklave den anderen Sklaven gegenüber eine bessere Stellung hatte. In dieser Zeit begann er mit dem Schreiben und Gedichte aus dem Gedächtnis zu rezitieren. Er entwickelte auch andere ihm bisher unbekannte Fähigkeiten und wurde durch sein künstlerisches Geschick zum Lieblingssklaven im Haushalt seiner Herrin, bis es ihm schließlich 1817 gelang zu fliehen. Als er um das Jahr 1830 auf Domingo del Monte traf, ermutigte ihn dieser seine Lebensgeschichte aufzuschreiben. Diese erschien im Jahre 1835. Im Jahr 1845 erhielt er endgültig seine Freiheit von der Sklaverei, nachdem er zuvor ein Jahr lang im Gefängnis eingesperrt worden war. Ihm wurde vorgeworfen, sich an der „Conspiración de la Escalera“, einer Bewegung zur Bekämpfung der Sklaverei, beteiligt zu haben. Nun musste er seinen Lebensunterhalt selbst verdienen und betätigte sich als Bäcker.
„Vor dem Herrn ist der Sklave eine tote Seele“, schrieb er im Jahr 1835 in seiner Biografie, wohl der einzigen in spanischer Sprache, die vor der Aufhebung der Sklaverei geschrieben wurde.